# Meżysyt
Meżysyt (ukr. Межисить) – wieś na Ukrainie w rejonie kowelskim, w obwodzie wołyńskim. W II Rzeczypospolitej miejscowość wchodziła w skład gminy wiejskiej Lelików w powiecie kobryńskim województwa poleskiego. Do II wojny światowej w pobliżu wsi znajdował się chutor Wał, który obecnie wszedł administracyjnie w skład wsi.
W pobliżu wsi znajduje się jezioro Orzechowskie.
Do 2020 w rejonie ratnieńskim.